# علی آل کاظمی
علی آل کاظمی موموندی معروف به علی آل کاظمی مؤسس حوزه علمیه جعفریه پاکدشت، نماینده دوره‌های اول و پنجم مجلس شورای اسلامی بود. او همچنین مسئولیت‌هایی در نهاد رهبری در مجتمع آموزش عالی ابوریحان بیرونی، معاونت سازمان عقیدتی سیاسی نیروی انتظامی، صاحب‌امتیازی و مدیرمسئولی نشریه سراسری ندای خاوران را بر عهده داشت. همچنین وی از مؤسسان خانه صنعتکاران ایران بوده است.

## زندگی‌نامه
علی آل‌کاظمی فرزند فرج‌الله کاظمی در سال ۱۳۲۵ هجری شمسی در شهرستان هرسین متولد شد و پس از گذراندن تحصیلات ابتدائی در مکتب‌خانه شیخ حسن معلم، نزد پدرش به فراگرفتن صرف و نحو پرداخت و پس از یک سال تحصیل در حوزه علیمه کرمانشاه و یک سال در حوزه علیمه خرم‌آباد سال ۱۳۳۹ شمسی به حوزه علمیه قم رفت.
ادبیات را در محضر استادان آن زمان آدینه وند و فشارکی به پایان رساند سپس دروس فقه و اصول سطح را در محضر مدرسینی مانند صلواتی، خزعلی، سلطانی و فاضل لنکرانی به پایان رساند و مدت شش سال در درس خارج فقه و اصول آیات عظام مرعشی نجفی، موسوی گلپایگانی و اراکی شرکت نمود.
در سال ۱۳۴۵ پس از گذراندن یک دوره مباحث فقهی نزد گلپایگانی با نوشتن رساله فقهی از تقریرات درس خارج ایشان به دریافت جایزه و تشویق از استاد خود نائل گردید.

## سوابق مبارزاتی قبل از انقلاب
آل‌کاظمی از همان ابتدای سال ۱۳۴۱ و همراه با روح‌الله خمینی در حوزه علمیه قم فعالیت سیاسی خود را آغاز کرد. برخی از این فعالیت‌ها عبارتند از:
تنظیم و امضاء گرفتن و چاپ بیانیه‌های فضلا و مدرسان حوزه علمیه قم
وی در روزهای آغاز حرکت روح‌الله خمینی همکاری با او را آغاز کرده و برای جمع‌آوری حمایت سایر روحانیون در شهرستانها به کرمانشاه برگشته و در این موضوع پدرش او را یاری می‌کند. فرج‌الله کاظمی برای حمایت از روح‌الله خمینی
دو نامه برای سران عشایر سلسله و دلفان نوشته خواستار حمایت آن‌ها از این حرکت شد. علی آل‌کاظمی واسط این نامه‌ها بوده و پس از انتقال اقدام به نشر آن‌ها می‌کند
او سپس برای حمایت از روح‌الله خمینی اقدام به تهیه و تنظیم و چاپ و تکثیر اعلامیه‌های فضلای کرمانشاهی و خرم‌آبادی مقیم حوزه علمیه قم در حمایت از نهضت خمینی اقدام می‌کند. همچنین از دیگر کارهای علی آل کاظمی می‌توان به تکثیر نوار و چاپ و نشر بیانات و اعلامیه‌های خمینی در قم و تهران و دیگر شهرستان‌ها از طریق طلاب شهرستانی مقیم حوزه علمیه قم، به خصوص در مناسبت‌های تبلیغی ماه مبارک رمضان و محرم و صفر اشاره کرد.

## فعالیت در ماهنامه بعثت
تهیه اخبار و گزارش‌های نهضت و درج و چاپ و تکثیر آن در ماهنامه بعثت با همکاری اکبر هاشمی رفسنجانی، علی حجتی کرمانی، دعائی، سید جعفر شبیری زنجانی، رضا شریفی گرگانی و سید هادی خسروشاهی از دیگر فعالیت‌های او می‌باشد.

## سفر به عراق
وی در راستای مبارزات سید روح‌الله خمینی با حکومت وقت ایران، از مرز قصرشیرین به صورت قاچاق در سال ۱۳۴۱ به منظور زیارت اربعین و شرکت در مراسم سالگرد مرحوم والد خود بود که مأموریت رساندن سه نامه از طرف سید روح‌الله خمینی به مراجع تقلید حوزه علمیه نجف اشرف و کربلای معلی به منظور جلب همکاری آنان به سید محسن حكیم، سید ابوالقاسم خویی و سید محمد شیرازی را بر عهده داشت. وی پس از بازگشت از این سفر مورد بازجویی مأموران ژاندارمری قرار گرفت.

## دستگیری
آل‌کاظمی پس از قیام ۱۵ خرداد ۱۳۴۲ بازداشت خمینی به علت اقدام به چاپ اعلامیه مجلس دعای توسل از طریق اطلاعات شهربانی قم بازداشت شده، پس از چند بار بازجوئی به وسیلهٔ رئیس اطلاعات وقت قم سپس از تشکیل پرونده به ساواک قم اعزام و از آنجا همراه مأموران ساواک به ساواک تهران معرفی شد پس از چند شبانه روز بازداشت محکوم به اقامت اجباری در تهران تحت نظر ساواک قرار می‌گیرد.

## مجلس شورای اسلامی
علی آل کاظمی در اولین و پنجمین دوره مجلس شورای اسلامی از سوی مردم دلفان و سلسله (استان لرستان به مجلس راه یافت.
| دوره مجلس | درصد رای | تعداد کل آرا |
| --------- | -------- | ------------ |
| اول       | ۵۹٫۱۰    | ۳۶٬۷۸۶       |
| پنجم      | ۵۱       | ۸۶٬۶۴۲       |

## تشیع جنازه
با توجه به وصیت علی آل کاظمی مبنی بر تدفین در قم، پیکر او پس از تشییع در دلفان در گلزار شهدا به خاک سپرده شد.
.

## تالیفات و آثار[۱۶]
- بلاغه الحسین -نقش: مترجم -سال نشر: ۱۳۷۰
- نبوت و عقل :نقش: مترجم - سال نشر: -۱۳۷۰
- بحثی دربارهٔ کومونیسم:نقش: مترجم-سال نشر: ۱۳۷۵
- خاطرات مستر همفر :نقش: مترجم -سال نشر: ۱۳۷۰
- بابا شیخ در جبهه:نقش:مترجم-سال نشر : ۱۳۶۱